# Olaf Forchhammer
Olaf Forchhammer (27. januar 1881 på Herlufsholm – 16. juli 1964 i København) var stadsingeniør i Københavns Kommune 1936-1951.
Olaf Forchhammer var søn af rektor ved Herlufsholm Johannes Forchhammer og hustru Abigael f. Ebbesen. Han blev selv student fra Herlufsholm 1899, blev uddannet bygningsingeniør 1906, og ansat hos Baurat H.W. Lindley i Frankfurt am Main 1906-07. Han blev ansat i Københavns Kommune i 1907, hvor han senere avancerede til stadsingeniør. Som sådan stod han over for problemerne med stigende bilisme i efterkrigstiden, og han foreslog omfattende nedrivninger og gadegennembrud som løsning på problemet. I hans embedstid blev området mellem Kongens Have, Frederiksstaden og Nyboder saneret, men da han forslog en lignende fremgangsmåde i Middelalderbyen og ved Kronprinsessegade, blev han mødt med skarp kritik fra kunsthistoriker Christian Elling og arkitekt Steen Eiler Rasmussen. Polemikken betød, at planerne blev droppet.
Forchhammer havde norske aner, idet han mor var norsk af fødsel. Han selv var hendes 13. og sidste barn, og da han var syv år gammel døde hun. Mange af hans ferier blev tilbragt hos familien i Sandefjord.
Modsat hans indstilling til bygningsbevaring havde han veneration for naturen. Han var natur- og friluftsmenneske og var blandt de første i Danmark, der engagerede sig i naturfredning og desuden var han aktiv i en mængde andre foreninger, samt medlem af Gladsaxe Sogneråd fra 1921-25 for Socialdemokratiet. Var desuden med i Bagsværd Musikforening. I 1914 købte han en stor grund ved Krogmosen i Bagsværd. Hans indsats på parkpolitikkens område udmøntede sig i publikationen Københavnsegnens Grønne Omraader. Forslag til et System af Omraader for Friluftsliv (1936). Han var medlem af Naturfredningsrådet, af bestyrelsen for Dansk Byplanlaboratorium og af Københavns Bygningskommission 1940-51.
Forchhammer var pacifist og havde inden 1. verdenskrig, og altså før den første danske militærnægterlov fra 1917, været i fængsel for militærnægtelse. Han var bestyrelsesmedlem i Dansk Fredsforening.
Han blev gift 1. gang (1906) med Karen Stampe Bendix, datter af komponist, professor Victor Bendix og hustru forfatterinde Rigmor Stampe Bendix, 2. gang (1917) med læge Ellen f. Hallas (død 1951), datter af læge Carl Hallas og hustru Marie f. Sønderup og 3. gang (13. september 1941) med mag.scient. Grethe f. Høgstrøm (død 1957), datter af forstander Peder Høgstrøm og hustru Anna f. Højte.
Han er begravet på Mariebjerg Kirkegård.

## Skrifter
- Jeg nægter (1909)
- Forsvar eller Neutralitet (1910)
- Vejledning i Afløbsfaget (1931, 5. udg. 1948)
- Er Tidspunktet inde til en Forbedring af vor Bygningslovgivning? (1931)
- Storkøbenhavns Udvikling
- Gader og Veje, Profil og Færdselsforhold
- Parkomraader i den moderne Byplan
- Københavnsegnens Grønne Omraader. Forslag til et System af Omraader for Friluftsliv, Dansk Byplanlaboratorium 1936.
- Byplan, 1939.
- Fakta og myter omkring retsopgøret (s. m. Carl Gad, 1948)

Redaktør af:
- Copenhagen, Development and Town Planning (1930, 2. udg. 1938)
- København, Byplanmæssige Forhold (1930)
- De indlemmede Distrikter, Byplanmæssige Udvikling 1901-1941 (1942)
- København, Fra Bispetid til Borgertid (1948)
- Korea, En dokumentarisk redegørelse (1952)
- Tyskland efter kapitulationen (1954)
- Er tidspunktet inde til en revision af Atlant-politiken? (1955)
- »Genève-ånden«. Tyskland og den europæiske sikkerhed (1956)
- Suez-krisen og den ungarske tragedie (1956)